# Musculus soleus
De musculus soleus (of scholspier) is een spier in het onderbeen. De spier wordt geïnnerveerd door de nervus tibialis die een vertakking is van de nervus ischiadicus (ruggenmergsegment S1 - S2 ter hoogte van wervel LI). Het is een brede spier in de oppervlakkige laag aan de achterzijde van het scheenbeen en kuitbeen, beiden in het onderbeen. Samen met de musculus gastrocnemius en de musculus plantaris vormt hij de musculus triceps surae. De spier ontspringt vlak onder het kniegewricht en hecht met de achillespees vast aan het hielbot (lat.: calcaneus). Zijn voornaamste functie is het strekken van de voet in het enkelgewricht (plantairflexie). Hoewel de spier onder de musculus gastrocnemius ligt, zijn de contouren van deze brede platte spier duidelijk van buitenaf op het onderbeen waarneembaar.